# Codice delle comunicazioni elettroniche
Il codice delle comunicazioni elettroniche è una norma della Repubblica Italiana, emanata con il d.lgs. 1º agosto 2003, n. 259, che raccoglie la normativa nazionale per il settore dei servizi e del mercato delle telecomunicazioni e delle radiocomunicazioni.

## Storia
Una delle prime norme in tema venne emanata durante il governo Mussolini e fu il Regio decreto 27 febbraio 1936, n. 645 (codice postale e delle telecomunicazioni), al quale succedette nel secondo dopoguerra il D.P.R. 29 marzo 1973, n. 156 (testo unico delle disposizioni legislative in materia postale, di bancoposta e di telecomunicazioni) che, emanato durante il governo Andreotti II, raccoglieva la disciplina della materia in un apposito testo unico secondo quanto disposto da una precedente legge delega 28 ottobre 1970, n. 775 promulgata durante il governo Colombo.
Le norme del D.P.R. vennero modificate dalla legge 14 aprile 1975, n. 103 nonché ulteriori provvedimenti succedutisi nel tempo, finché negli anni 2000 in recepimento delle direttive comunitarie 2002/19/CE, 2002/20/CE, 2002/21/CE e 2002/22/CE in materia di accesso al mercato, regime di autorizzazioni su infrastrutture e trasmissioni e obblighi di servizio universale nel settore delle comunicazioni, venne emanato il codice del 2003 in sostituzione della precedente disciplina emanata trent'anni prima.

## Struttura
- TITOLO I DISPOSIZIONI GENERALI E COMUNI
  - Capo I DISPOSIZIONI GENERALI
  - Capo II FUNZIONI DEL MINISTERO E DELL'AUTORITA' ED ALTRE DISPOSIZIONI COMUNI
- TITOLO II RETI E SERVIZI DI COMUNICAZIONE ELETTRONICA AD USO PUBBLICO
  - Capo I  Disposizioni comuni
  - Capo II Autorizzazioni
  - Capo III ACCESSO ED INTERCONNESSIONE
    - Sezione I Disposizioni generali
    - Sezione II Obblighi degli operatori e procedure di riesame del mercato

  - Capo IV SERVIZIO UNIVERSALE E DIRITTI DEGLI UTENTI IN MATERIA DI RETI E DI SERVIZI DI COMUNICAZIONE ELETTRONICA
    - Sezione I Obblighi di servizio universale, compresi gli obblighi di natura sociale
    - Sezione II Controlli sugli obblighi delle imprese che dispongono di un significativo potere di mercato su mercati specifici
    - Sezione III Diritti degli utenti finali
    - Sezione IV Disposizioni finali in materia di servizio universale e di diritti degli utenti

  - Capo V Disposizioni relative a reti ed impianti
  - Capo VI DISPOSIZIONI FINALI
- TITOLO III RETI E SERVIZI DI COMUNICAZIONE ELETTRONICA AD USO PRIVATO
  - Capo I DISPOSIZIONI GENERALI
  - Capo II CATEGORIE DI RETI E SERVIZI DI COMUNICAZIONE ELETTRONICA AD USO PRIVATO
  - Capo III RILASCIO DI AUTORIZZAZIONI A RAPPRESENTANZE DIPLOMATICHE STRANIERE
  - Capo IV DISPOSIZIONI COMUNI ALLE RETI E SERVIZI DI COMUNICAZIONE ELETTRONICA AD USO PRIVATO
  - Capo V IMPIANTO ED ESERCIZIO DI STAZIONI RADIOELETTRICHE RICHIEDENTI LA CONCESSIONE DI DIRITTI DI USO PER LE FREQUENZE RADIO
  - Capo VI SERVIZIO RADIOMOBILE PROFESSIONALE AUTOGESTITO
  - Capo VII RADIOAMATORI
- TITOLO IV TUTELA DEGLI IMPIANTI SOTTOMARINI DI COMUNICAZIONE ELETTRONICA
  - Capo I IMPIANTI SOTTOMARINI
- TITOLO V IMPIANTI RADIOELETTRICI
  - Capo I DISPOSIZIONI DI CARATTERE GENERALE
  - Capo II ABILITAZIONE ALL'ESERCIZIO DEI SERVIZI RADIOELETTRICI IN QUALITA' DI OPERATORE
  - Capo III SERVIZIO RADIOELETTRICO MOBILE MARITTIMO
    - Sezione I Disposizioni generali
    - Sezione II Prescrizioni ed obblighi per le stazioni e per gli apparati radioelettrici a bordo delle navi
    - Sezione III Sorveglianza sul servizio radioelettrico di bordo
    - Sezione IV Categorie delle stazioni radioelettriche di nave
    - Sezione V Personale delle stazioni radioelettriche di bordo
    - Sezione VI Disposizioni in materia di impianto ed esercizio di stazioni per il servizio radiomarittimo

  - Capo IV SERVIZIO RADIOELETTRICO PER LE NAVI DA PESCA
  - Capo V SERVIZIO RADIOELETTRICO PER LE NAVI DA DIPORTO
  - Capo VI SERVIZIO RADIOELETTRICO MOBILE AERONAUTICO
  - Capo VII DISPOSIZIONI VARIE
- TITOLO VI DISPOSIZIONI FINALI
  - Capo I DISPOSIZIONI FINALI